# 張應奎 (成化進士)
張應奎（1450年—？），字時禎，山東濟南府濱州蒲臺縣人，民籍，明朝政治人物。

## 生平
山東鄉試第六十四名舉人。成化十七年（1481年）中式辛丑科會試第九名，三甲第一名進士。曾任都察院理刑博士，弘治五年（1492年）三月实授河南道監察御史。

## 家族
曾祖張伯壽；祖父張肅，知縣；父張瓚，府檢校。母李氏。